# 羅渣·比拿度
羅渣·迪奧利華拉·比拿度（葡萄牙語：Roger de Oliveira Bernardo；1985年8月10日—），巴西職業足球員，司職中場，現時效力德國球會恩高斯達特。
1. ↑  . worldfootball.net.   [7 May 2013].
2. ↑  . kicker.de.   [7 May 2013]. （原始内容存档于2018-06-14） （德语）.